# Wasa Kielakiu
Wasa Kielakiu (gr. Βάσα Κελλακίου) – wieś w Republice Cypryjskiej, w dystrykcie Limassol. W 2011 roku liczyła 73 mieszkańców.